# Исенжо
Исенжо (фр. Yssingeaux) — коммуна в департаменте Верхняя Луара, в регионе Овернь — Рона — Альпы. Административный центр (супрефектура) округа Исенжо и кантона Исенжо.

## Географическое положение
Коммуна находится в восточной части департамента Верхняя Луара в 26 км на юго-восток от центра департамента города Ле-Пюи-ан-Веле и в 47 км от Сент-Этьена.  